# Chilabothrus exsul
Espèce
Synonymes
- Epicrates exsul Netting & Goin, 1944

Statut CITES
Chilabothrus exsul est une espèce de serpents de la famille des Boidae.

## Répartition
Cette espèce est endémique des Bahamas. Elle se rencontre aux îles Abacos.

## Publication originale
- Netting & Goin, 1944 : Another new boa of the genus Epicrates from the Bahamas. Annals of the Carnegie Museum, vol. 30, p. 71-76.